# Préstimo e Macieira de Alcoba
Préstimo e Macieira de Alcoba (llamada oficialmente União das Freguesias de Préstimo e Macieira de Alcoba) es una freguesia portuguesa del municipio de Águeda, distrito de Aveiro.

## Historia
Fue creada el 28 de enero de 2013 en aplicación de una resolución de la Asamblea de la República de Portugal promulgada el 16 de enero de 2013 con la unión de las freguesias de Macieira de Alcoba y Préstimo, estando situada su sede en la antigua freguesia de Préstimo.

## Demografía
| Gráfica de evolución demográfica de Préstimo e Macieira de Alcoba entre 2011 y 2021 |
|                                                                                     |
| Datos según el nomenclátor publicado por el INE portugués.                          |